# Paraclathurella clothonis
Paraclathurella clothonis é uma espécie de gastrópode do gênero Paraclathurella, pertencente a família Clathurellidae.